# Pjotr Iwanowitsch Panin

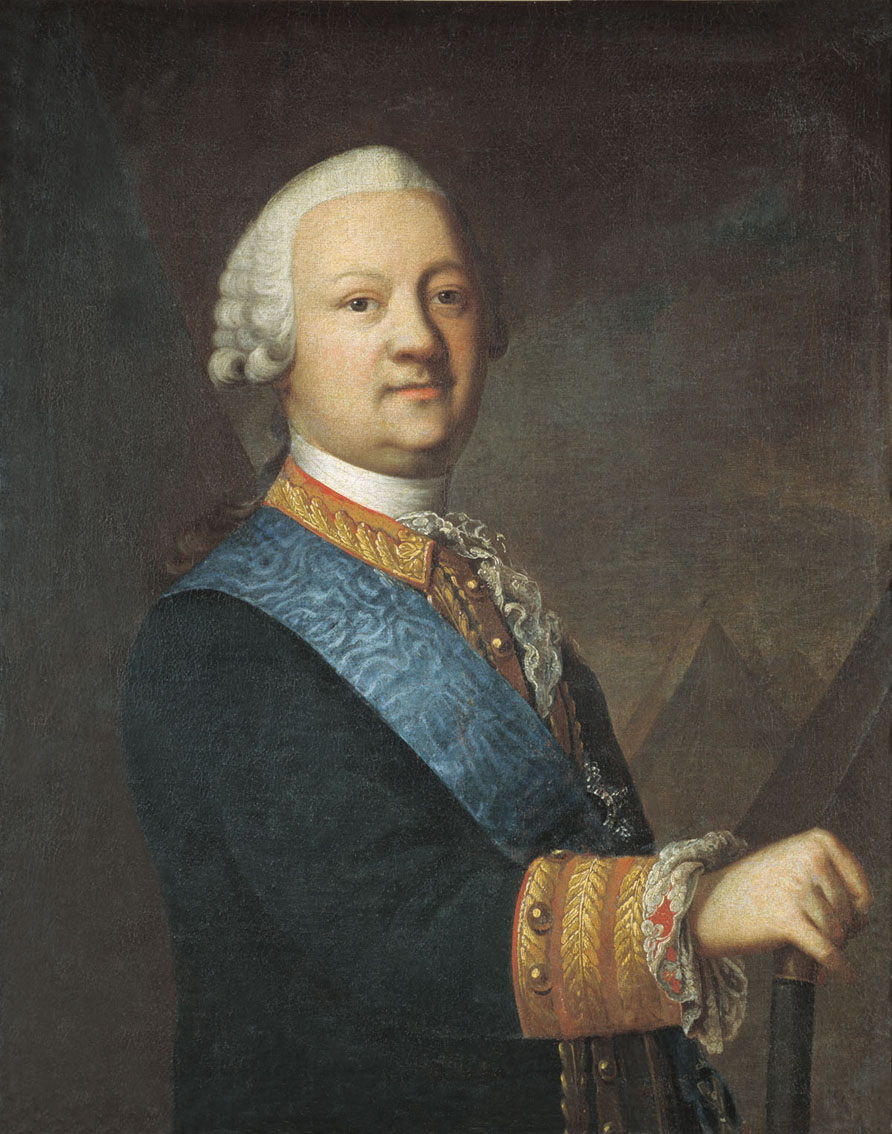
Pjotr Panin

Graf Pjotr Iwanowitsch Panin (russisch Пётр Иванович Панин, wiss. Transliteration Petr Ivanovič Panin; * 1721; † 15. April 1789 in Moskau) war ein russischer Generalleutnant und jüngerer Bruder des Außenministers Nikita Iwanowitsch Panin (1718–1783).

## Leben
Pjotr Panin verbrachte seine Kindheit in Perm, wo sein Vater Iwan Wassiljewitsch Panin (1673–1736) Garnisonskommandant war.
Pjotrs Militärdienst begann im Jahr 1736 beim Garde-Regiment von Ismailow. Im selben Jahr wurde er zum Leutnant befördert und kämpfte unter Feldmarschall Münnich bei Perekop gegen die Krimtataren. Zu Beginn des Siebenjährigen Krieges 1756 war er bereits zum Generalmajor aufgestiegen. Die Leistungen seiner Truppen in der Schlacht bei Zorndorf (1757) brachten ihm den Alexander-Newski-Orden ein. Im Jahr 1759 entschied seine Division den Sieg über die Preußen in der Schlacht bei Kunersdorf, für seine dortige Führung erhielt er den Rang eines Generalleutnants zuerkannt. Unter dem Oberbefehl des General Tschernyschow wirkten seine Truppen 1760 an der russischen Besetzung Berlins mit. Im Jahr 1762 beteiligte er sich zusammen mit seinem Bruder Nikita am Staatsstreich gegen Peter III., worauf Katharina II. zur Herrschaft gelangte. Sie hob ihn 1767 in den Rang eines General en chef und zum Senator, verlieh ihm weiterhin den Orden des Heiligen Apostels Andreas des Erstberufenen. 
Im Russischen Türkenkrieg kommandierte er 1769 die 2. russische Armee gegen das Krim-Khanat und besetzte beim Vorstoß zum Dnjestr 1770 Bender. Für die Übergabe der Festung Akkerman wurde er am 8. Oktober 1770  mit dem Orden des Heiligen Georg I. Klasse ausgezeichnet. Im Jahre 1771 verlieh ihm der preußische König Friedrich II. den Orden vom Schwarzen Adler.

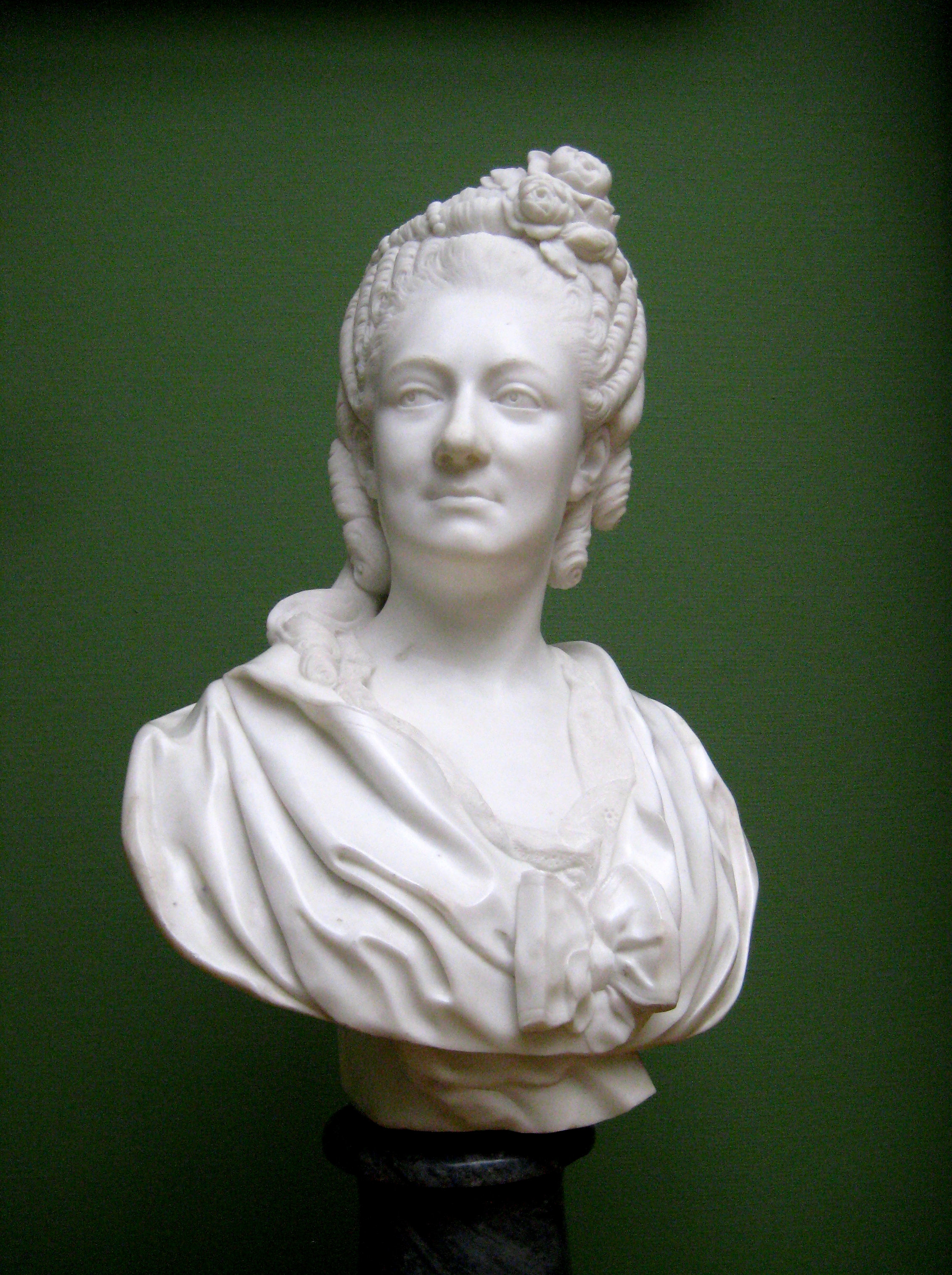
Maria Panin, geb. von Wedel (Mariya Rodionovna Panina, von Schubin, 1770er)

Nach dem Durchbruch der Perekop-Stellung drang er 1771 mit den Truppen des Prinzen Dolgoruki auf der Halbinsel Krim vor. Als General Bibikow im April 1774 am Kriegsschauplatz in Tatarstan verstarb, ernannte Katharina Panin zum neuen Oberbefehlshaber gegen den Aufstand unter Pugatschow. Zwischen 1774 und 1775 führte er in den Provinzen von Kasan, Orenburg und Nischni Nowgorod die erfolgreiche Niederschlagung des Pugatschow-Aufstands durch. Seit Herbst 1775 gesundheitlich angeschlagen, musste er sich aus allen öffentlichen Angelegenheiten zurückziehen.

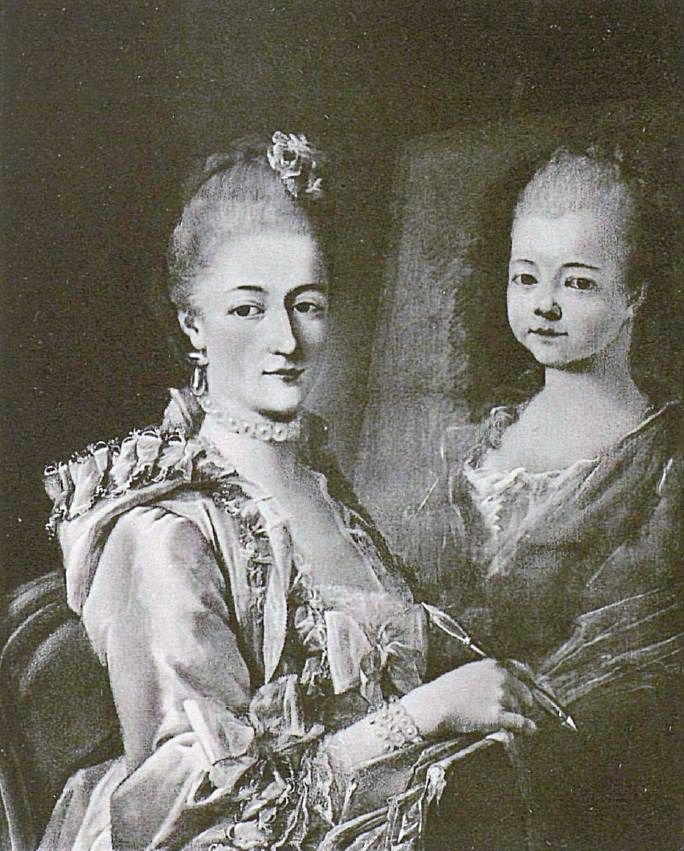
Mariya Rodionovna Panina, ihre Tochter Sofiya malend

Pjotr Iwanowitsch war zweimal verheiratet: Am 8. Februar 1747 heiratete er die Hofdame Anna Alexsewna Tatischew (1729–1764), Tochter des St. Petersburger Bürgermeisters Alexei Danilowitsch Tatischew (1697–1760). Eine zweite Ehe schloss er am 29. April 1767 mit Maria von Wedel (1746–1775), einer Tochter des Generals Rüdiger von Wedel (Baron Rodion Kondratevič Vedel/Weidel; † 1754). Lediglich zwei Kinder aus zweiter Ehe überlebten die Eltern.